# 崔元翰
崔 元翰（さい げんかん、729年 - 795年）は、唐の政治家・学者。名は鵬。元翰は字であり、字をもって通称される。本貫は博陵郡安平県。

## 経歴
崔良佐の子として生まれた。進士となり、博学宏詞制科に及第した。また賢良方正科・直言極諫科の科挙に応じた。三挙にみな及第したとき、すでに50歳を越えていた。李汧公が滑台に駐屯したとき、元翰は従事として召された。馬燧が太原にいたとき、元翰は召し出されて掌書記となった。貞元3年（787年）、入朝して太常博士・礼部員外郎に任じられた。7年（791年）、竇参の輔政のもと、知制誥となった。2年経たないうちに知制誥から退いて、比部郎中となった。11年（795年）、死去した。 
学問を好み、老年になっても飽きず、班固と蔡邕を名家として尊崇した。陸贄と李充を憎んで、裴延齢に追従した。 

## 伝記資料
- 『旧唐書』巻137 列伝第87
- 『新唐書』巻203 列伝第128